# Штабель, Альфред Артурович
Альфред Артурович Штабель (03.09.1926 - 06.11.2002) – график, Заслуженный художник Башкирской АССР (1976), Народный художник Республики Башкортостан (2002).

## Биография
Альфред Артурович Штабель родился 3 сентября 1926 года в г. Куйбышеве. В 1955 году окончил художественное отделение Уфимского училища искусств.
Жил в г. Уфе. С 1956 г. работал в редакции республиканского сатирического журнала «Хэнэк» на должности художественного редактора.
Член Союза художников с 1973 г. Заслуженный художник БАССР, 1975. Народный художник РБ (2002).
Скончался 6 ноября 2002 года в Уфе.

## Работы
Натовская точка зрения, бум., гуашь, 1972. Ложь сходит с рук, бум., гуашь, 1973. Звонарь холодной войны, бум, гуашь, 1969. Заказное блюдо Тель-Авива, бум., гуашь, тушь, 1977. Эволюция доллара, бум., гуашь, 1969. Подкармливает, бум., гуашь, тушь, 1970. Хунта и её связи, бум., гуашь, тушь, 1974. Страж свободы, бум., гуашь, тушь, 1974. Окольцованная утка, бум., гуашь, тушь, 1976. Поговорим о правах человека, бум., гуашь, тушь, 1977. Пентагон: все для человека, бум., гуашь, тушь, 1977.
Карикатуры с выставок: 1. «Вам манной каши?»—Что Вы, нам и коньяк подойдет», бум., акв., тушь. 2. Ходите тут, весь ковер испачкали, бум., акв., тушь. 3. Портрет одного заведующего клубом, бум., акв., тушь. 4. «За что увольняется? — Стал бодаться», бум., акв., тушь. 5. «Не подходи, стрелять буду», бум., акв., тушь.
Некоторые основные работы из журнала «Крокодил» и «Хэнэк»: 1. Смотри, тунеядец стал работать», бум., акв., тушь. 2. Семейный сабантуй, бум., акв., тушь. 3. «Здорово поработали, аж голова закружилась», бум. акв., тушь. 4. «Чем же сегодня воспитывать?», бум., акв., тушь. 5. «Что кончали?—Недавно один сельпо кончал», бум., акв., тушь. 6. «Махнем?!», бум., акв., тушь. 7. «Может, распишемся? — У меня почерк неважный», бум., акв., тушь. 8. «А это наш банкетный зал», бум., акв., тушь.

## Выставки
- Республиканские, Уфа, на всех с 1957 г., кроме молодёжных 1972 и 1977 г.
- Первая Всесоюзная выставка произведений художников-журналистов, Москва, 1974.
- Вторая Всесоюзная выставка произведений художников-журналистов, Москва, 1976.
- Выставка произведений художников журнала «Хэнэк» «Только сорок работ», Москва, 1972.
- ( Выставка работ художников газеты «Правда», Москва, 1972.
- Международная выставка «Сатира в борьбе за мир», Москва, 1969.
- Выставка «Сатира на линии огня», Москва, 1970.
- Международная выставка «Сатира в борьбе за мир», Москва, 1973.
- Международная выставка «Сатира в борьбе за мир», Москва, 1977.
- Всесоюзная художественная выставка «По Ленинскому пути», посвященная 60-летию Великого Октября, Москва, 1977.
- Персональная выставка, Уфа, 1973.
- Фестиваль юмора и сатиры, Болгария, г. Габрово, 1975.
- Выставка советской карикатуры в ГДР, 1978.

## Награды
Медаль международной выставки «Сатира в борьбе за мир», 1969.
Медаль международной выставки «Сатира в борьбе за мир» 1973. Медаль Советского фонда мира, 1974 Медаль III международной выставки «Сатира в борьбе за мир», 1977.